# Leo V. (Papst)
Leo V. war von August bis September 903 für etwa 30 Tage (nach anderen Quellen von Juli bis September) Papst.
Über Leo V. ist nur wenig bekannt. Eine bretonische Legende besagt, dass St. Tugdual, der Schutzpatron von Tréguier, als Pilger nach Rom ging und dort zum Papst erhoben wurde. Diese Version wird dadurch gestützt, dass Leo gemäß dem römischen Katalog den Namen „Leo britigena“ annahm. Eine andere Version sagt, er stamme aus Priapi, einem Dorf nahe der Gemeinde Ardea südlich von Rom. Da er bei seiner Wahl nicht zu den Kardinalpriestern von Rom gehörte, wurde er in zeitgenössischen Berichten als „Presbiter forensis“ bezeichnet.
Über sein Wirken als Papst ist nur bekannt, dass er eine Bulle verfasste, die den Kanonikern von Bologna gewisse Steuern erließ. Der zeitgenössische Autor Auxilius sagte von ihm, dass er ein Mann Gottes und sein Leben und seine Heiligkeit ruhmeswürdig gewesen seien.
Nach einer Amtszeit von etwa 30 Tagen wurde er von dem Kardinalpriester Christophorus von St. Damasus gestürzt und inhaftiert. Christophorus machte sich zum Papst, wurde aber seinerseits im Januar 904 von Sergius III. gewaltsam gestürzt.
Über Leos Tod ist nichts Sicheres bekannt. Eine Version sagt, Christophorus habe ihn eingekerkert und erwürgt, eine andere gibt an, sein Amtsnachfolger Sergius III. habe mit seinen zwei inhaftierten Vorgängern „Mitleid“ gehabt und sie hinrichten lassen. Die Catholic Encyclopedia hält es für am wahrscheinlichsten, dass er im Gefängnis oder in einem Kloster eines natürlichen Todes starb. Seine Gebeine werden in der Lateranbasilika oder in St. Peter vermutet.